# 温克刚 (1937年)
温克刚（1937年10月—），男，山西文水人，中华人民共和国政治人物，曾任中国气象局局长，第八、九、十届全国政协委员。